# Педурень (Біхор)
Педурень, Педурені (рум. Pădureni) — село у повіті Біхор в Румунії. Входить до складу комуни Віїшоара.
Село розташоване на відстані 434 км на північний захід від Бухареста, 56 км на північний схід від Ораді, 111 км на північний захід від Клуж-Напоки.

## Населення
За даними перепису населення 2002 року у селі проживали 2 особи.